# Епископ горњокарловачки Симеон
Симеон (световно Љубомир Злоковић; Бијела, 7. април 1911 — Карловац, 27. новембар 1990) био је епископ Српске православне цркве.

## Световни живот
Епископ Симеон (световно: Љубомир Злоковић) рођен је 7. априла 1911. године у Бијелој, Бока Которска. Богословију је завршио на Цетињу, а Богословски факултет у Београду. По завршетку студија у Београду одлази у Берлин, где до почетка Другог светског рата студира филозофске и богословске науке. По повратку у земљу бива постављен за суплента гимназије у Јагодини, а затим у Београду, након положеног професорског испита, за вероучитеља у мушким гимназијама и Другој трговачкој академији.

## Монашки живот
Љубомир Злоковић се замонашио се 8. марта 1940. године у манастиру Раковици, рукоположен је у чин ђакона 7. априла, а у чин јеромонаха 21. новембра исте године у Саборној цркви у Београду. Синђелом је постао 1945, а протосинђелом 1947. године. Приликом отварања Богословије Светог Саве у манастиру Раковици 1949. године, Свети архијерејски синод га је поставио за старешину ове школе, коју је он организовао уз натчовечанске напоре, и то у време прогона Цркве и велике материјалне беде и намаштине.
Са овога положаја, можда најтежег у то време у Цркви, изабран је 12. јуна 1951. године за епископа горњокарловачког. Посвећен је у Београду 29. јула исте године.
Епископ Симеон дошао је у потпуно разорену епархију. У многим местима ове некада највеће епархије Карловачке митрополије црквени живот је скоро потпуно замро. Број парохијских свештеника спао је на минимум, а већи број храмова је био у рушевинама. Оно што није порушено за време Другог светског рата, порушено је после рата. Око четрдесет храмова је у овој епархији порушено од 1944. године па надаље. Све ово није
обесхрабрило смелог, одлучног, вредног и пожртвованог епископа Симеона да уз помоћ Срба из дијаспоре, нарочито Америке и Канаде, приступи обнови разрушених храмова и свеопштој обнови Гомирја, јединог манастира у епархији. Од 1951. до 1959. године администрирао је Далматинском епархијом.
Епископ Симеон је још као студент писао и објављивао радове из области религиозне филозофије, а касније и из историје Српске православне цркве.
Српска православна црква га је одликовала "Орденом Св. Саве првог реда". Предсједништво СФРЈ „Орденом заслуга за народ са сребрним зрацима“. Богословски факултет у Београду додијелио му је почасни докторат. Универзитет из Аризоне додијелио му је докторат, не почасни, из области филозофије, а на основу увида у његов укупан рад на том пољу.
Умро је 27. новембра 1990. године у Карловцу и сахрањен у гробници епископа Лукијана (Мушицког) на карловачком гробљу. На 20. годишњицу од смрти, поштујући његов тестамент, посмртни остаци владике Симеона су 28. новембра 2010. године пренети у манастир Гомирје и сахрањени у манастирској порти.
Од 2008. године улица Нова 25. у Бусијама, приградском насељу Београда, носи име по епископу Симеону Злоковићу.

## Галерија
- Гроб епископа Симеона у манастиру Гомирје
- Натпис на надгробном крсту